# Otjimbingwe

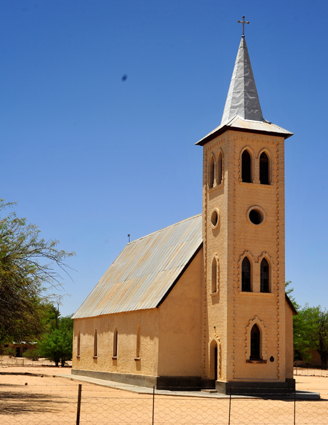
Rheinische Missionskirche in Otjimbingwe, erbaut 1867

Otjimbingwe (auch Otjimbingue und historisch Otyimbingue) ist eine kleine Ansiedlung am Zufluss des Omusema in das Swakop-Rivier, rund 60 Kilometer südöstlich der Gemeinde Karibib in Namibia. Otjimbingwe war von 1885 bis 1891 Verwaltungssitz und Hauptstadt von Deutsch-Südwestafrika. Die Ansiedlung hat den Status einer Siedlung.

## Geschichte
Der Ort spielte in der Geschichte Namibias eine Rolle: In der ersten Hälfte des 19. Jahrhunderts war Otjimbingwe Sitz des Zeraua-Königshauses der Herero unter der Führung von Christian Wilhelm Zeraeua, anschließend bis 1904 unter dessen Sohn Zacharias Zeraua († 1915). Dieser Umstand machte Otjimbingwe immer wieder sowohl zum Zufluchtsort für andere Herero-Kapteine (so auch für deren Führer Maharero) als auch zum Schauplatz zahlreicher Raubzüge und Überfälle der Afrikaner aus Windhoek und der Nama aus Hoachanas (Rote Nation).
Der Ort wurde 1849 zur Station der Rheinischen Missionsgesellschaft und damit zum Tätigkeitsfeld der Missionare u. a. Johannes Rath, dem Gründer der Station, Friedrich Kolbe, Barnabas Hörnemann, Peter Heinrich Brincker, Carl Hugo Hahn und Gottlieb Viehe. Auch die durch Rath errichtete Missionskirche stammt aus dieser Zeit. Ab 1856 erlebte Otjimbingwe nach Entdeckung der Kupfervorkommen westlich von Windhoek einen großen Entwicklungsschub; auch in Otjimbingwe wurde Kupfer gefunden, was den Zuzug von Bergleuten, Händlern und anderen Europäern nach sich zog.
Auch der schwedische Abenteurer und Unternehmer Karl Johan Andersson, der mit seinem Begleiter Frederick Thomas Green bereits mehrere Forschungsexpeditionen durch das südliche Afrika durchgeführt hatte, ließ sich in Otjimbingwe nieder. Er gründete hier das größte Handelszentrum in Südwest-Afrika, übernahm die dortige Kupfermine und kaufte 1860 schließlich den ganzen Ort. Zum Schutze seiner Erwerbung und der Handelswege zwischen Windhoek und Walfischbucht baute Andersson eine sehr gut (sogar mit Geschützen) ausgerüstete Privatarmee auf und stationierte diese ebenfalls in Otjimbingwe. In dieser Periode hatte Otjimbingwe bereits ca. 5000 Einwohner, zu denen dann auch noch 1863 die aus Windhoek vor den Afrikanern geflüchteten Herero unter Maharero kamen.
Am 15. Juni 1863 wurde Otjimbingwe zum Schauplatz einer der blutigsten Schlachten zwischen den „Otjimbingwern“ – also Herero, Anderssons Privatarmee und Europäer – einerseits und der verbündeten Streitmacht aus Afrikanern und Nama unter Christian Afrikaner und Oasib andererseits. Die Schlacht von Otjimbingwe konnte Maharero dank der Unterstützung durch die Europäer für sich entscheiden, wurde 1863 zum Ober-Kaptein aller Herero gewählt und ernannte Andersson zum „Regenten und militärischen Befehlshaber aller Herero auf Lebenszeit“.

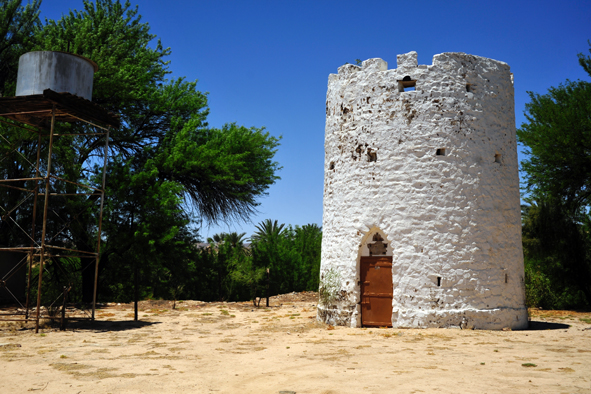
Pulverturm in Otjimbingwe, erbaut um 1870

Mit dieser Entscheidung hatte Otjimbingwe der bisherigen „Hauptstadt von Südwest-Afrika“, Windhoek, den Rang abgelaufen. 1864 wurde Otjimbingwe Ausgangspunkt zweier Folgeschlachten gegen die Afrikaner und Nama, die zwar ebenfalls durch die Herero gewonnen wurden, jedoch auch bei ihnen so viele Opfer gekostet hatten, dass sie sich von Andersson abzuwenden begannen. Zudem hatten die Kriege der letzten Jahre auch dem Handel Schaden zugefügt, so dass immer mehr Europäer den Ort verließen. Deshalb verkaufte Andersson 1865 Mine und Ort an die Rheinische Mission zu Händen ihres erfolgreichen Missionars Carl Hugo Hahn, der in dem Ort eine bis 1874 tätige Missionskolonie und 1866 die erste Schule für einheimische Priesterschüler, das „Augustineum“, errichtete. Zwei Söhne Mahareros, Samuel und Wilhelm, waren unter den ersten Schülern dieses Seminars. Samuel Maharero verblieb auch in Otjimbingwe, als sein Vater Maharero 1867 den Ort verließ, um nach Okahandja zurückzukehren. Für die immer noch am Ort ansässigen deutschen Kinder eröffnete Missionar Friedrich Bernsmann 1876 die erste deutsche Schule in Südwest-Afrika. Die schützende Hand, die Maharero von Okahandja aus über Otjimbingwe hielt, konnte nicht verhindern, dass der Ort 1880 und 1881 von den Swartbooi-Nama heimgesucht und geplündert wurde.
Im Jahre 1885 erklärte Heinrich Ernst Göring als erster Reichskommissar den Ort zum Regierungssitz der neuen deutschen Kolonie Deutsch-Südwestafrika. Infolge einiger Aufstände musste der Regierungssitz zweimal vorübergehend nach Walfischbucht verlegt werden, aber nach Landung der ersten Schutztruppen und deren Stationierung in Otjimbingwe festigte sich der Ruf des Ortes als „Hauptstadt von Deutsch-Südwest“. Es wurden hier 1888 das erste Postamt errichtet und erstmals Briefmarken mit dem Stempel-Aufdruck „Otyimbingue“ versehen.
1891 zog die Kolonialverwaltung in die neu errichtete Festung in Windhoek um, und nach kurzer Zeit waren alle bisher in Otjimbingwe ansässigen Institutionen dorthin verlegt. 1896/1897 war Victor Franke Distriktchef von Otjimbingwe.

## Söhne und Töchter der Ansiedlung
- Hans-Erik Staby (1935–2009), namibischer Architekt und Politiker
- Manasse Tyiseseta (1850–1898), traditioneller Führer der Herero